# El Edén, Chilón
El Edén är en ort i Mexiko.   Den ligger i kommunen Chilón och delstaten Chiapas, i den sydöstra delen av landet, 800 km öster om huvudstaden Mexico City. El Edén ligger 1 254 meter över havet och antalet invånare är 290.
Terrängen runt El Edén är kuperad. Runt El Edén är det glesbefolkat, med 16 invånare per kvadratkilometer. Närmaste större samhälle är Ocosingo, 19,0 km öster om El Edén. I omgivningarna runt El Edén växer i huvudsak städsegrön lövskog.